# Daniel Fuchs (Schriftsteller)
Daniel Fuchs (* 25. Juni 1909 in New York; † 26. Juli 1993 in Los Angeles) war ein US-amerikanischer Schriftsteller und Drehbuchautor.

## Leben

### Jugend
Fuchs war das vierte Kind jüdischer Emigranten, die als Jugendliche in die USA gekommen waren. Der Vater stammte aus Russland, die Mutter aus Polen. Seine frühe Kindheit verbrachte Fuchs an der Lower East Side, wo sein Vater einen Kiosk betrieb. Als er fünf Jahre alt war, zog die Familie in den Stadtteil Williamsburg in Brooklyn um. Die neue Umgebung prägte ihn und hatte großen Einfluss auf sein späteres literarischen Schaffen.
Fuchs stellte frühzeitig seine schriftstellerische Neigung unter Beweis. An der High School übernahm er die Redaktion der Schülerzeitung, am City College die der studentischen Literaturzeitschrift. Bei einem Aufenthalt in einem Ferienlager in Massachusetts, wo er als Schwimmlehrer tätig war, lernte er seine spätere Frau Susan kennen. Die beiden heirateten 1932 und hatten später drei gemeinsame Kinder.

### Schriftsteller
1931 erschienen Auszüge von „A Brooklyn Boyhood“, einer Geschichte, in der Fuchs Erlebnisse seiner Jugend in Williamsburg verarbeitet hatte, unter dem Titel „Where Al Capone Grew Up“' in der New Republic. Chefredakteur Malcolm Cowley empfahl dem jungen Autor, seine Schilderungen zu einem Roman auszubauen. Weil seine Arbeit als Grundschullehrer zu viel Zeit in Anspruch nahm, konnte Fuchs dies erst in den Sommerferien des folgenden Jahres umsetzen. Es entstand der Roman Summer in Williamsburg, in dem ein Ich-Erzähler das Leben der jüdischen Bevölkerung des Stadtteils beschreibt. Summer in Williamsburg wurde 1934 veröffentlicht.
In schneller Folge schrieb Fuchs zwei weitere Romane, Homage to Blenholt (1936) und Low Company (1937), die ebenfalls gedruckt wurden. Letzterer Roman, die düstere Beschwörung einer Welt voller Verbrechen, gilt als sein bestes Werk. Obwohl Fuchs den Schauplatz hier von Williamsburg in das fiktive Neptune Beach verlegte (für New Yorker leicht als Brighton Beach identifizierbar), sind die drei Romane zusammen als „Williamsburg-Trilogie“ (seltener: „Brooklyn-Trilogie“) bekannt. Sie erhielten gute bis sehr gute Kritiken, fanden aber kaum Leser.
Enttäuscht von dem Misserfolg, gab Fuchs die Arbeit an einem vierten Roman auf und verkaufte Auszüge des bereits Geschriebenen als Kurzgeschichten an Zeitschriften wie The New Yorker, Collier’s und The Saturday Evening Post. Auf Einladung versuchte er sich kurzzeitig als Drehbuchautor in Hollywood, kehrte aber nach wenigen Monaten desillusioniert nach New York zurück. Er verarbeitete die Erfahrung in der Kurzgeschichte „Dream City or the Drugged Lake“ (1937).

### Drehbuchautor
Nachdem 1939 erstmals eine seiner Kurzgeschichten verfilmt worden war, ging Fuchs 1940 wieder nach Kalifornien, diesmal auf Dauer. Während des Zweiten Weltkriegs diente Fuchs in der Navy und arbeitete für das Office of Strategic Services. In dieser Zeit begann auch seine Karriere als professioneller Drehbuchautor. Er schrieb selbst Drehbücher, wirkte an solchen mit oder lieferte Vorlagen, die von anderen in ein Skript umgesetzt wurden.
Der erste Film, bei dem sein Name auf der Leinwand erschien, war 1942 The Big Shot, ein Gangsterfilm mit Humphrey Bogart in der Hauptrolle. Zu den bekanntesten Filmen, bei deren Entstehung Fuchs mitwirkte, zählen Vertreter des Film Noir: Der Mann mit der Narbe (Hollow Triumph) von 1948, der Robert-Siodmak-Film Gewagtes Alibi (Criss Cross) mit Burt Lancaster in der Hauptrolle von 1949 und Unter Geheimbefehl (Panic in the Streets), inszeniert von Elia Kazan, aus dem Jahr 1950. Bei dem wenig bekannten The Gangster (1947), einem weiteren Film Noir, für den Fuchs das Drehbuch schrieb, handelte es sich um eine Adaption seines eigenen Romans Low Company.
Obwohl Fuchs nie zu den Größen des Fachs zählte, war er als Autor in Hollywood doch erfolgreich. Die größte Anerkennung erlangte er für den Film Tyrannische Liebe (Love Me or Leave Me), der 1955 unter der Regie von Charles Vidor mit Doris Day und James Cagney in den Hauptrollen entstand. Bei der Verarbeitung der Lebensgeschichte der Sängerin Ruth Etting verfasste Fuchs die Vorlage und arbeitete am Drehbuch mit. Für die Vorlage wurde er 1956 mit dem Oscar ausgezeichnet, für das Drehbuch nominiert. In dieser Zeit schrieb er auch weiter Kurzgeschichten, zumeist für The New Yorker. Das letzte Filmskript, an dem er mitwirkte, war für den Western Vom Teufel geritten (1958).

### Spätere Jahre
1961 wurde die „Williamsburg-Trilogie“ wiederaufgelegt. Die drei Romane erschienen nun in einem Band und zogen größeres Interesse der Kritik auf sich. Seitdem sind sie, zusammen oder einzeln, mehrfach neu gedruckt wurden. Fuchs arbeitete ein zurückgewiesenes Drehbuch in seinen vierten und letzten Roman West of the Rockies um, der 1971 erschien, aber kein Erfolg wurde. Neben Kurzgeschichten verfasste er eine Reihe autobiografischer Texte, die zumeist in Commentary erschienen. Sie finden sich in dem Sammelband The Apathetic Bookie Joint von 1979. Erstmals veröffentlicht wurde darin zudem die autobiografische Novelle „Triplicate“. Ein Sammelband der Hollywood-Geschichten von Fuchs wurde 2005 herausgegeben, die Einleitung schrieb John Updike.
Im Alter von 84 Jahren starb Daniel Fuchs 1993 in Los Angeles an Herzversagen.

## Werke

### Prosa
- Summer in Williamsburg. A Novel. Vanguard Press, New York 1934.
- Homage to Blenholt. A Novel. Vanguard Press, New York 1936.
- Low Company. A Novel. Vanguard Press, New York 1937.
- West of the Rockies. Knopf, New York 1971, ISBN 0-39446-987-9.
- The Apathetic Bookie Joint. Methuen, New York 1979, ISBN 0-41600-061-4.
- The Golden West. Hollywood Stories. Ausgewählt von Christopher Carduff, Einleitung von John Updike. David R. Godine, Boston 2005, ISBN 1-57423-205-3.

### Filme
- The Day the Bookies Wept. USA 1939. Regie: Leslie Goodwins. Drehbuch: Bert Granet und George Jeske nach der Geschichte „Crazy Over Pigeons“ von Daniel Fuchs.
- Der große Gangster. Originaltitel: The Big Shot. USA 1942. Regie: Lewis Seiler. Drehbuch: Daniel Fuchs, Bertram Millhauser und Abem Finkel.
- Das Geständnis einer Frau. Originaltitel: The Hard Way. USA 1943. Regie: Vincent Sherman. Drehbuch: Daniel Fuchs und Peter Viertel nach einer Geschichte von Jerry Wald.
- Spion im Orientexpress. Originaltitel: Background to Danger. USA 1943. Regie: Raoul Walsh. Drehbuch: W. R. Burnett unter Mitwirkung von William Faulkner und Daniel Fuchs nach dem Roman Background to Danger von Eric Ambler.
- Zwischen zwei Welten. Originaltitel: Between Two Worlds. USA 1944. Regie: Edward A. Blatt. Drehbuch: Daniel Fuchs nach einem Theaterstück von Sutton Vane.
- The Gangster. USA 1947. Regie: Gordon Wiles. Drehbuch: Daniel Fuchs nach seinem Roman Low Company.
- Der Mann mit der Narbe. Originaltitel: Hollow Triumph. USA 1948. Regie: Steve Sekely. Drehbuch: Daniel Fuchs nach einem Roman von Murray Forbes.
- Gewagtes Alibi. Originaltitel: Criss Cross. USA 1949. Regie: Robert Siodmak. Szenario: Daniel Fuchs nach einem Roman von Don Tracy.
- Unter Geheimbefehl. Originaltitel: Panic in the Streets. USA 1950. Regie: Elia Kazan. Drehbuch: Richard Murphy nach einer Geschichte von Edna Anhalt und Edward Anhalt, adaptiert von Daniel Fuchs.
- Die Gefangene des Ku-Klux-Klan Originaltitel: Storm Warning. USA 1951. Regie: Stuart Heisler. Drehbuch: Daniel Fuchs und Richard Brooks.
- Taxi. USA 1953. Regie: Gregory Ratoff. Drehbuch: Daniel Fuchs und D. M. Marshman Jr. nach der Geschichte „Sans laisser d'adresse“ von Alex Joffé und Jean-Paul Le Chanois.
- Immer jagte er Blondinen. Originaltitel: The Human Jungle. USA: 1954. Regie: Joseph M. Newman. Drehbuch: Daniel Fuchs und William Sackheim nach einer Geschichte von William Sackheim.
- 1955: Tyrannische Liebe (Love Me or Leave Me)
- Ein Herzschlag bis zur Ewigkeit. Originaltitel: Jeanne Eagels. USA 1957. Regie: George Sidney. Drehbuch: Daniel Fuchs, Sonya Levien und John Fante nach einer Geschichte von Daniel Fuchs.
- Der letzte Akkord. Originaltitel: Interlude. USA 1957. Regie: Douglas Sirk. Drehbuch: Daniel Fuchs, Dwight Taylor und Franklin Coen nach einer Geschichte von James M. Cain.
- Vom Teufel geritten. Originaltitel: Saddle the Wind. USA 1958. Regie: Robert Parrish. Drehbuch: Rod Stering unter Mitwirkung von Daniel Fuchs nach einer Geschichte von Thomas Thompson.
- Die Kehrseite der Medaille. Originaltitel: Underneath. USA 1995. Regie: Steven Soderbergh. Drehbuch: Steven Soderbergh nach dem Szenario von Daniel Fuchs für den Film Gewagtes Alibi (1949).